# Toshiro Sakai
Toshiro Sakai (坂井 利郎, Sakai Toshirō), né le 23 novembre 1947 à Tokyo, est un joueur japonais de tennis, professionnel entre 1971 et 1975.

## Carrière
Toshiro Sakai participe en 1968 au tournoi de démonstration des Jeux olympiques de Mexico. Issu de l'Université Waseda, il remporte en 1970 la médaille d'or des Universiades en 1970 avec Jun Kamiwazumi.
Il est l'un des premiers joueurs de tennis japonais à évoluer sur le circuit professionnel. Il a atteint le 3e tour à l'US Open en 1971, Wimbledon en 1973 et Roland-Garros en 1974.
En 1972, Sakai remporte les Internationaux du Japon et atteint les demi-finales à Hong Kong et Indianapolis. En 1973, il est finaliste du tournoi d'Osaka face à Ken Rosewall.
Ses principaux partenaires de double ont été Jun Kamiwazumi et Kenichi Hirai. Avec ce dernier, il parvient en quart de finale aux Internationaux de France 1974. La même année, il triomphe lors des Jeux asiatiques à Téhéran en décrochant trois médailles en simple, en double (avec Hirai) et par équipe.
Toshiro Sakai a été sélectionné à 19 reprises en équipe du Japon de Coupe Davis entre 1968 et 1976. Ses principales victoires ont été obtenues sur les australiens John Newcombe et Phil Dent. Il détient également cinq titres de champion du Japon.
Après sa carrière sportive, il a notamment été vice-président de l'association japonaise de tennis et conseiller auprès de l'association japonaise des sports. Il a entraîné les équipes du Japon de Coupe Davis et de Fed Cup, ainsi que l'équipe japonaise lors des Jeux olympiques d'Atlanta en 1996.

## Palmarès

### Titre en simple messieurs
| No | Date       | Nom et lieu du tournoi                   | Catégorie | Dotation | Surface    | Finaliste | Score    |  |
| -- | ---------- | ---------------------------------------- | --------- | -------- | ---------- | --------- | -------- |  |
| 1  | 16-10-1972 | Japan International Championships, Tokyo |           | NC $     | Dur (ext.) | Jun Kuki  | 6-3, 6-3 |  |

### Finales en simple messieurs
| No | Date       | Nom et lieu du tournoi | Catégorie | Dotation | Surface    | Vainqueur     | Score    |  |
| -- | ---------- | ---------------------- | --------- | -------- | ---------- | ------------- | -------- |  |
| 1  | 08-10-1973 | Osaka Open, Osaka      |           | NC $     | Dur (ext.) | Ken Rosewall  | 6-2, 6-4 |  |
| 2  | 01-12-1974 | Hobart Open, Hobart    |           | NC $     | NC         | Geoff Masters | 6-4, 7-6 |  |

### Finales en double messieurs
| No | Date       | Nom et lieu du tournoi           | Catégorie  | Dotation | Surface      | Vainqueurs              | Partenaire    | Score    |  |
| -- | ---------- | -------------------------------- | ---------- | -------- | ------------ | ----------------------- | ------------- | -------- |  |
| 1  | 08-07-1974 | Düsseldorf Grand Prix Düsseldorf | Grand Prix | NC $     | Terre (ext.) | Jiří Hřebec Jan Kodeš   | Kenichi Hirai | 6-1, 6-4 |  |
| 2  | 01-12-1974 | Hobart Open Hobart               |            | NC $     | NC           | Ross Case Geoff Masters | Kenichi Hirai | 6-4, 7-6 |  |

## Parcours dans les tournois duGrand Chelem

### En simple
| Année | Open d'Australie | Open d'Australie | Internationaux de France | Internationaux de France | Wimbledon       | Wimbledon     | US Open        | US Open     |
| ----- | ---------------- | ---------------- | ------------------------ | ------------------------ | --------------- | ------------- | -------------- | ----------- |
| 1968  | 2e tour (1/16)   | Terry Addison    | —                        | —                        | —               | —             | —              | —           |
| 1971  | —                | —                | 2e tour (1/32)           | Graham Stilwell          | 1er tour (1/64) | Frew McMillan | 3e tour (1/16) | Tom Okker   |
| 1972  | —                | —                | —                        | —                        | 2e tour (1/32)  | Sandy Mayer   | 2e tour (1/32) | John Cooper |
| 1973  | —                | —                | 1er tour (1/64)          | Jiří Hřebec              | 3e tour (1/16)  | Ilie Năstase  | —              | —           |
| 1974  | 1er tour (1/64)  | Mark Edmondson   | 3e tour (1/16)           | Thomaz Koch              | 1er tour (1/64) | Dick Stockton | —              | —           |

N.B. : à droite du résultat se trouve le nom de l'ultime adversaire.

### En double
N.B. : le nom du ou de la partenaire se trouve sous le résultat ; le nom des ultimes adversaires se trouve à droite.